# Kościół św. Michała Archanioła w Binarowej

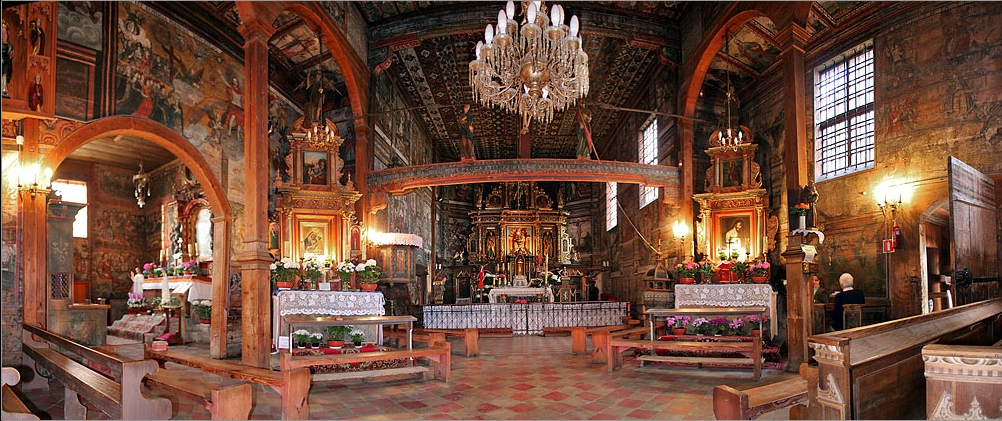
Widok ogólny wnętrza

Kościół pw. św. Michała Archanioła w Binarowej – rzymskokatolicki kościół parafialny z około 1500 roku położony we wsi Binarowa w województwie małopolskim.
Znajduje się na szlaku architektury drewnianej województwa małopolskiego i uznawany jest za jeden z najcenniejszych drewnianych późnogotyckich kościołów w Polsce i Europie.
5 lipca 2003 roku został wpisany wraz z innymi drewnianymi kościołami południowej Małopolski na listę światowego dziedzictwa UNESCO, co uzasadniono następująco: harmonijne połączenie walorów historycznych, architektonicznych i artystycznych, najcenniejsza polichromia spośród wszystkich drewnianych kościołów Małopolski.

## Historia
Dokument z 1415 roku informuje o istnieniu drewnianego kościoła parafialnego w Binarowej, a potwierdza jego funkcjonowanie Jan Długosz na przełomie trzeciej i czwartej ćwierci XV stulecia. Kościół spłonął pod koniec XV wieku. Obecnie istniejąca świątynia została wybudowana około 1500 roku. Nie wiadomo, kiedy dokładnie odbyło się jej poświęcenie i konsekracja. W ciągu następnych stuleci przeprowadzono szereg konserwacji mających na celu zachowanie tego obiektu w jak najlepszym stanie:
- w 1596 roku dostawiono do korpusu nawy wieżę;
- na początku XVI wieku wykonano polichromię patronową niemal w całym wnętrzu kościoła; malowidłami pokryto także ściany zewnętrzne;
- w latach 1602–1608 kościół wzbogacono o wieżyczkę na sygnaturkę;
- w latach 1641–1650 świątynię gruntownie przekształcono: do nawy dobudowano kaplicę Aniołów Stróżów, wieża otrzymała nowe zwieńczenie, przebudowano chór muzyczny, powiększono otwory okienne, wykonano nową polichromię ścian;
- w 1655 roku powstała polichromia w kaplicy Aniołów Stróżów;
- rok 1844 – duży remont kościoła obejmujący także wyposażenie; rozebrano soboty, które powstały przed 1601 rokiem;
- w latach 1890–1908 przeprowadzono prace zmierzające do zabezpieczenia podupadającego i znacznie osłabionego konstrukcyjnie kościoła co poważnie zniekształcono świątynię m.in. poprzez zmianę pokrycia dachów (gont zastąpiono blachą), szalunek gontowy ścian zastąpiono deskowaniem, a zaskrzynienia w nawie podparto arkadami filarowymi;
- w latach 1953–1956 i w 1967 roku remontowany;
- w latach 1990. podjęto zabiegi renowacyjne mające przywrócić pierwotny wygląd kościoła. Między innymi wymieniono gontowe pokrycie ścian; w 1998 zrekonstruowano pierwotny kształt wieży; na początku lat 2000 przeprowadzono remont więźby dachowej z wymianą pokrycia na gontowe;
- w latach 2010–2012 były prowadzono prace renowacyjne we wnętrzu kościoła (m.in. wymiana posadzki), mające na celu likwidację szkód spowodowanych powodzią w 2010 roku.

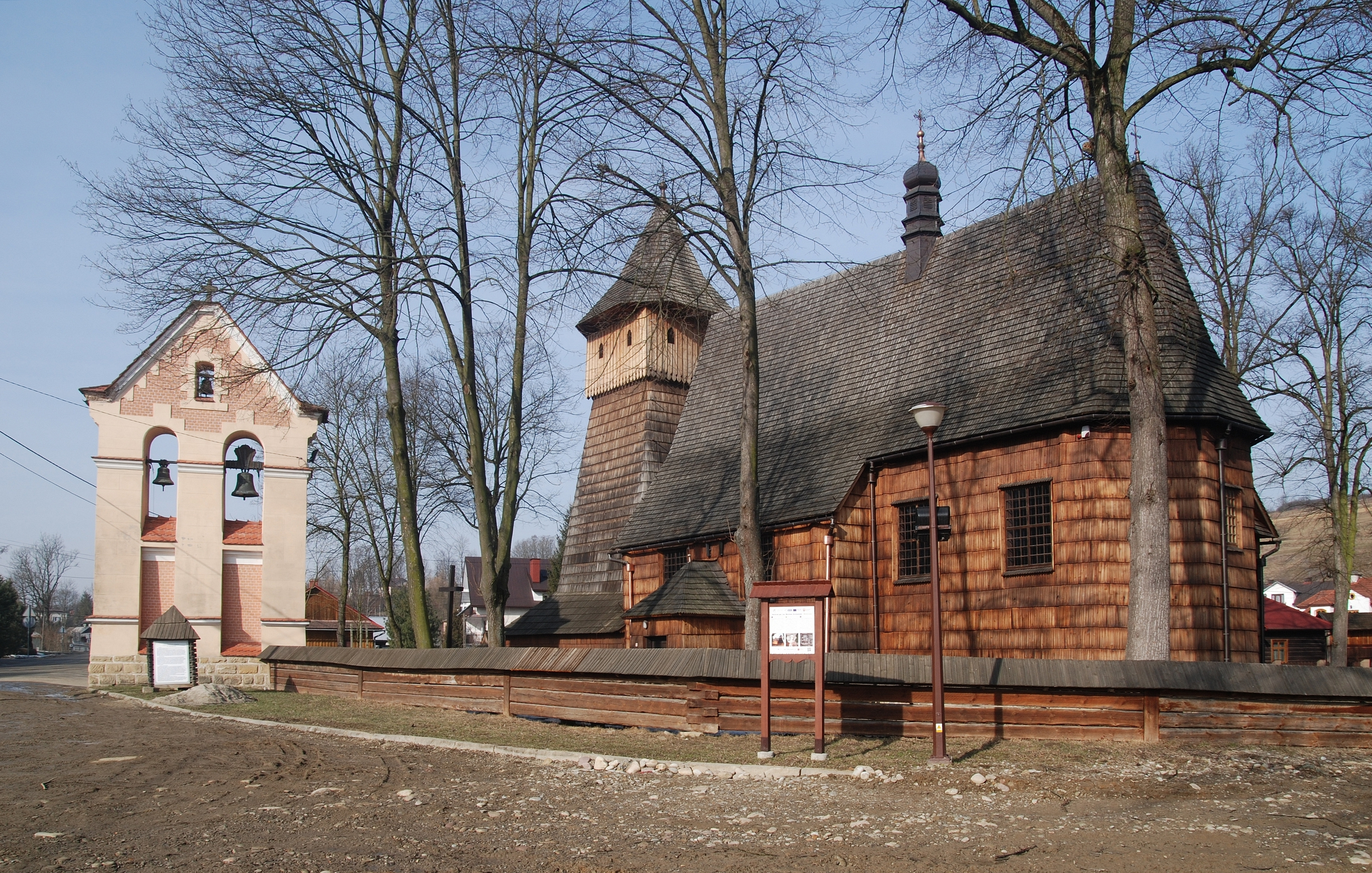
Widok od strony południowo-wschodniej
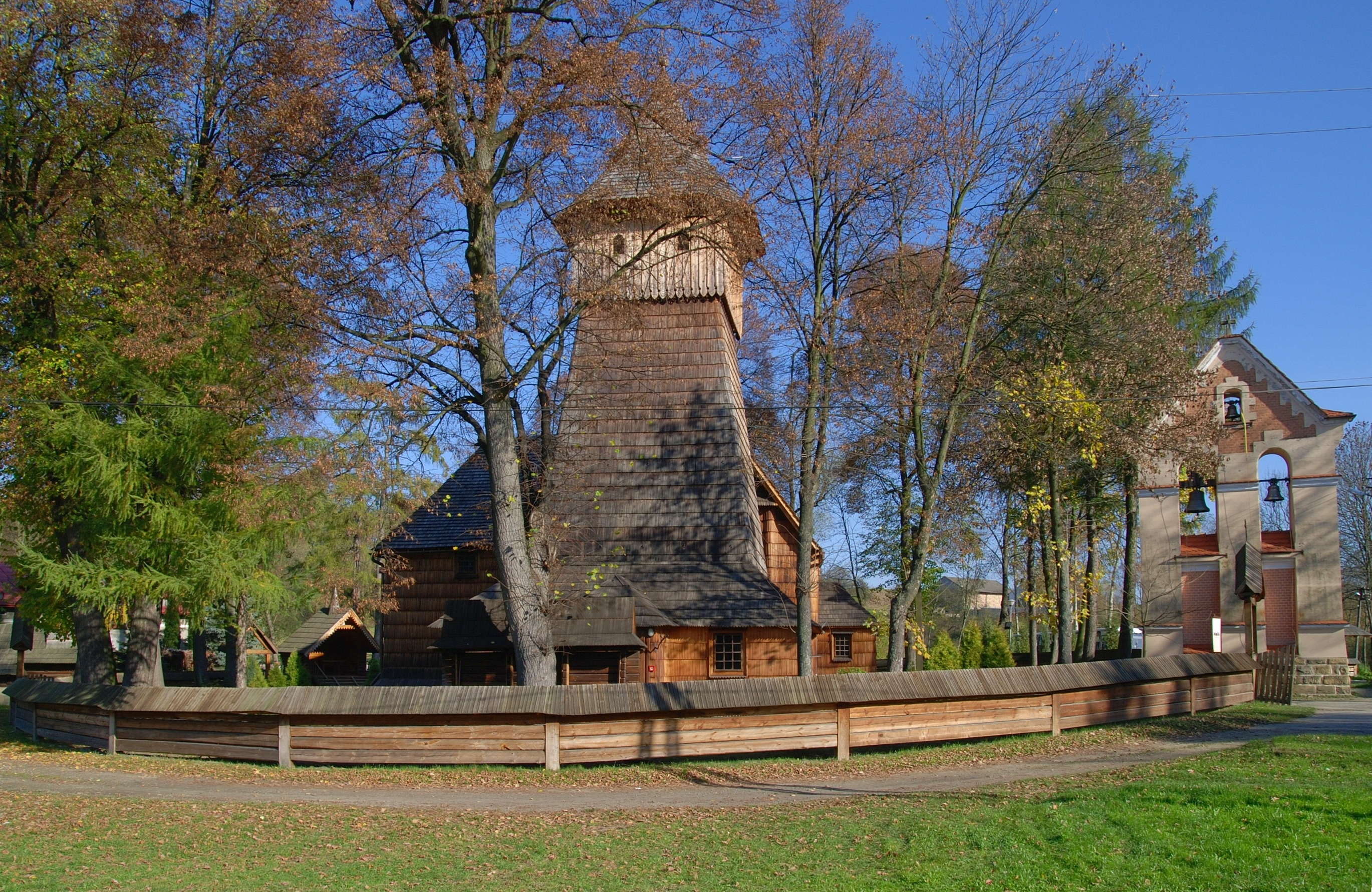
Widok od strony zachodniej
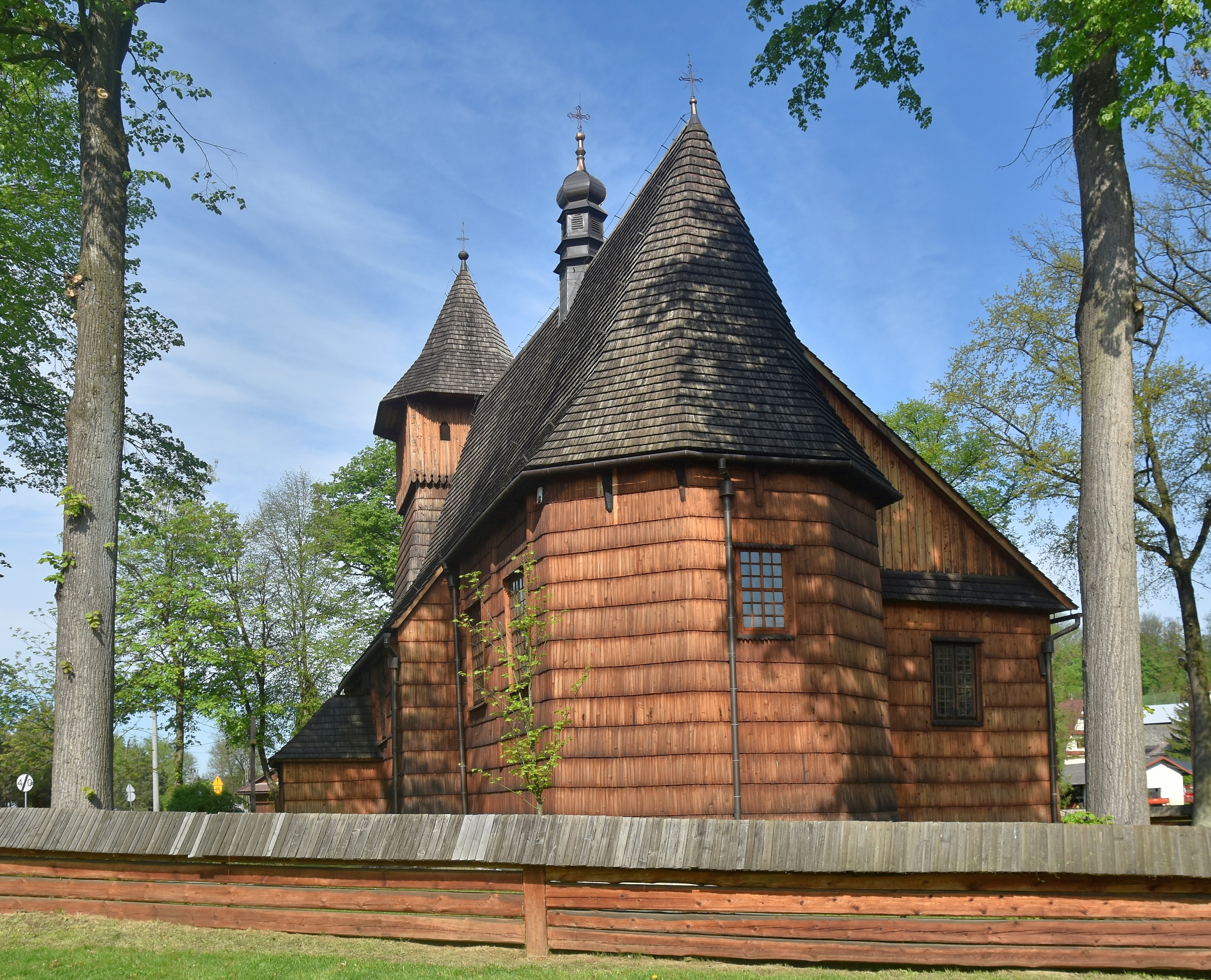
Widok od strony wschodniej
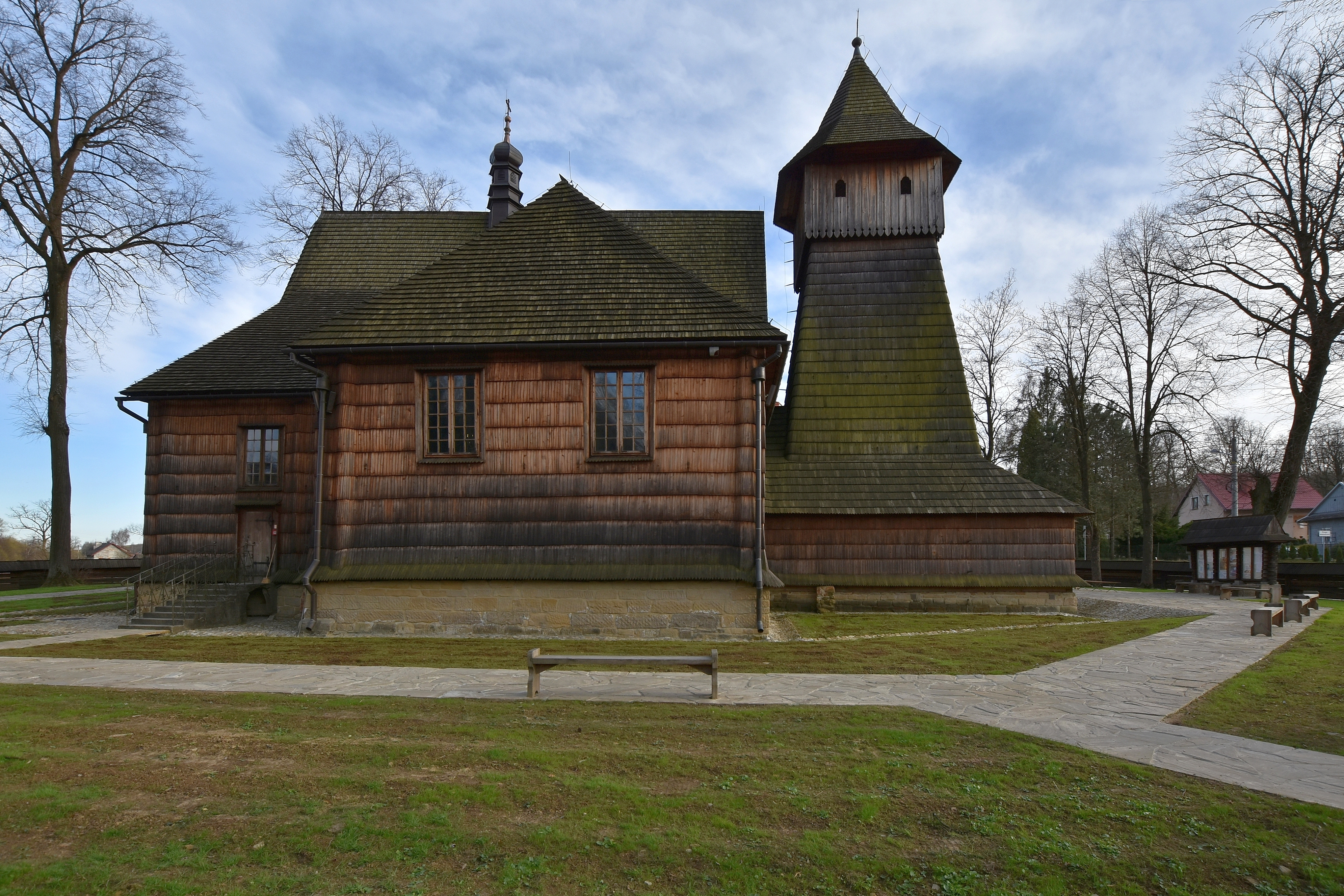
Widok od strony północnej
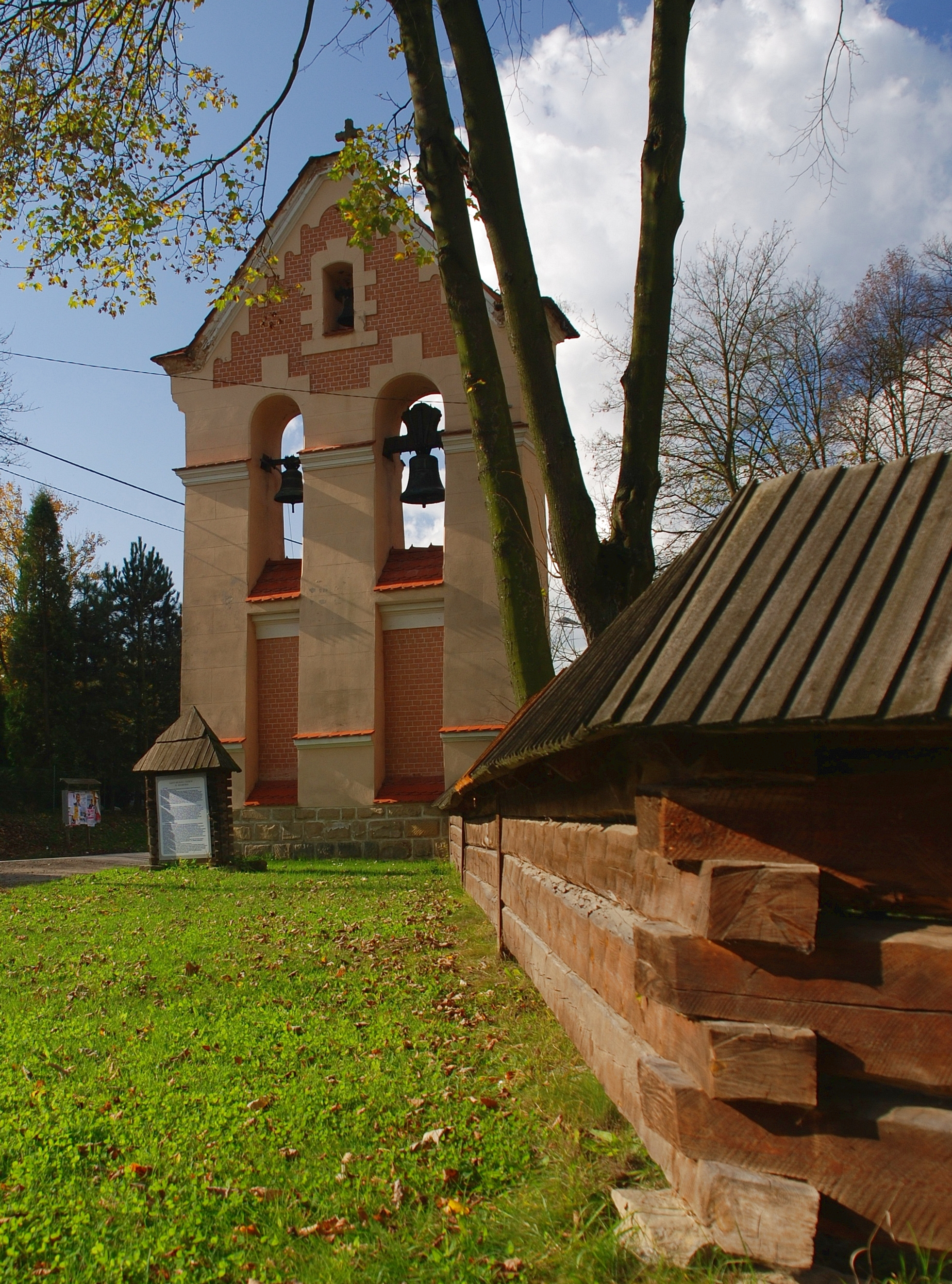
Dzwonnica i ogrodzenie
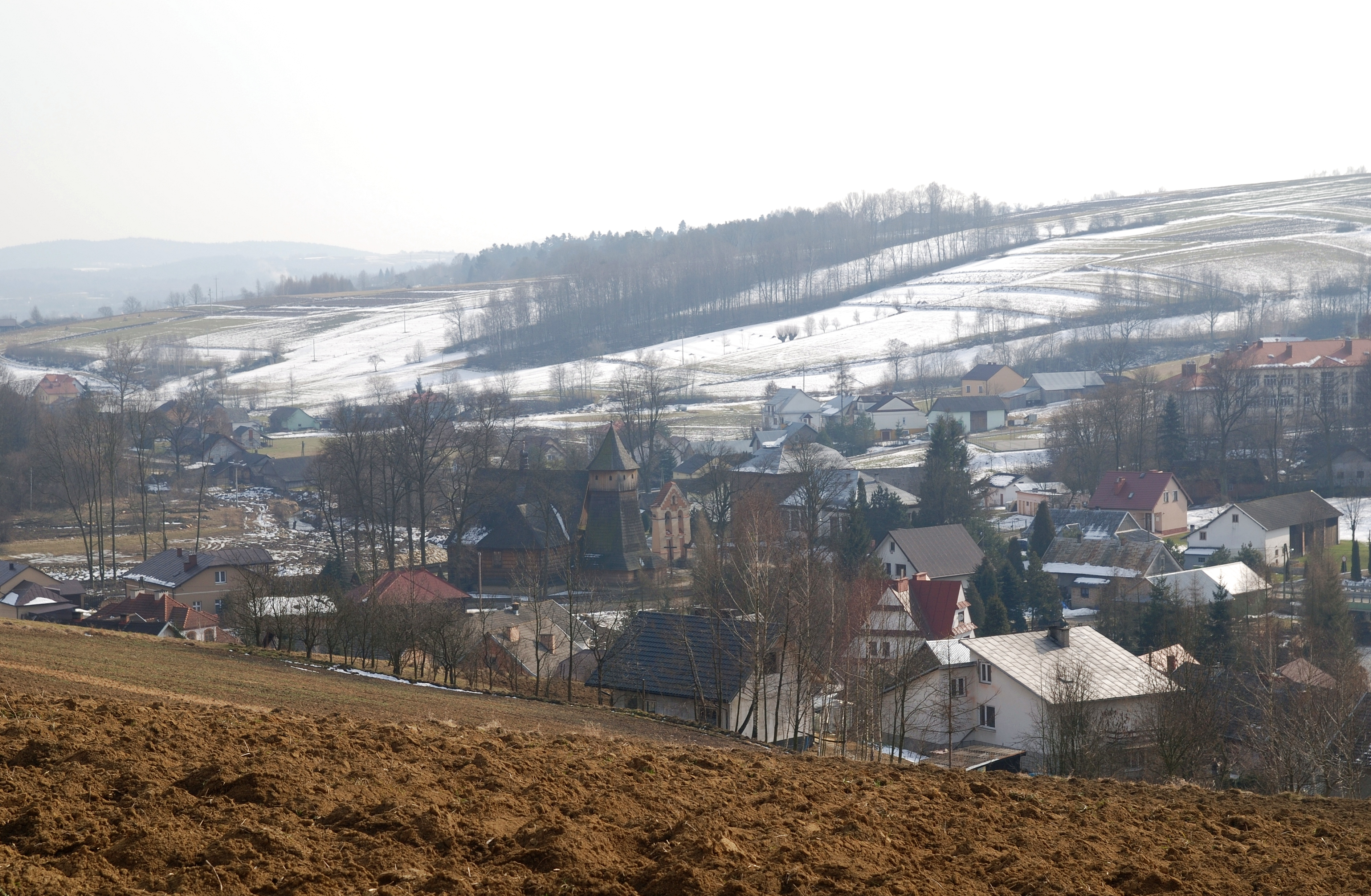
Widok ogólny
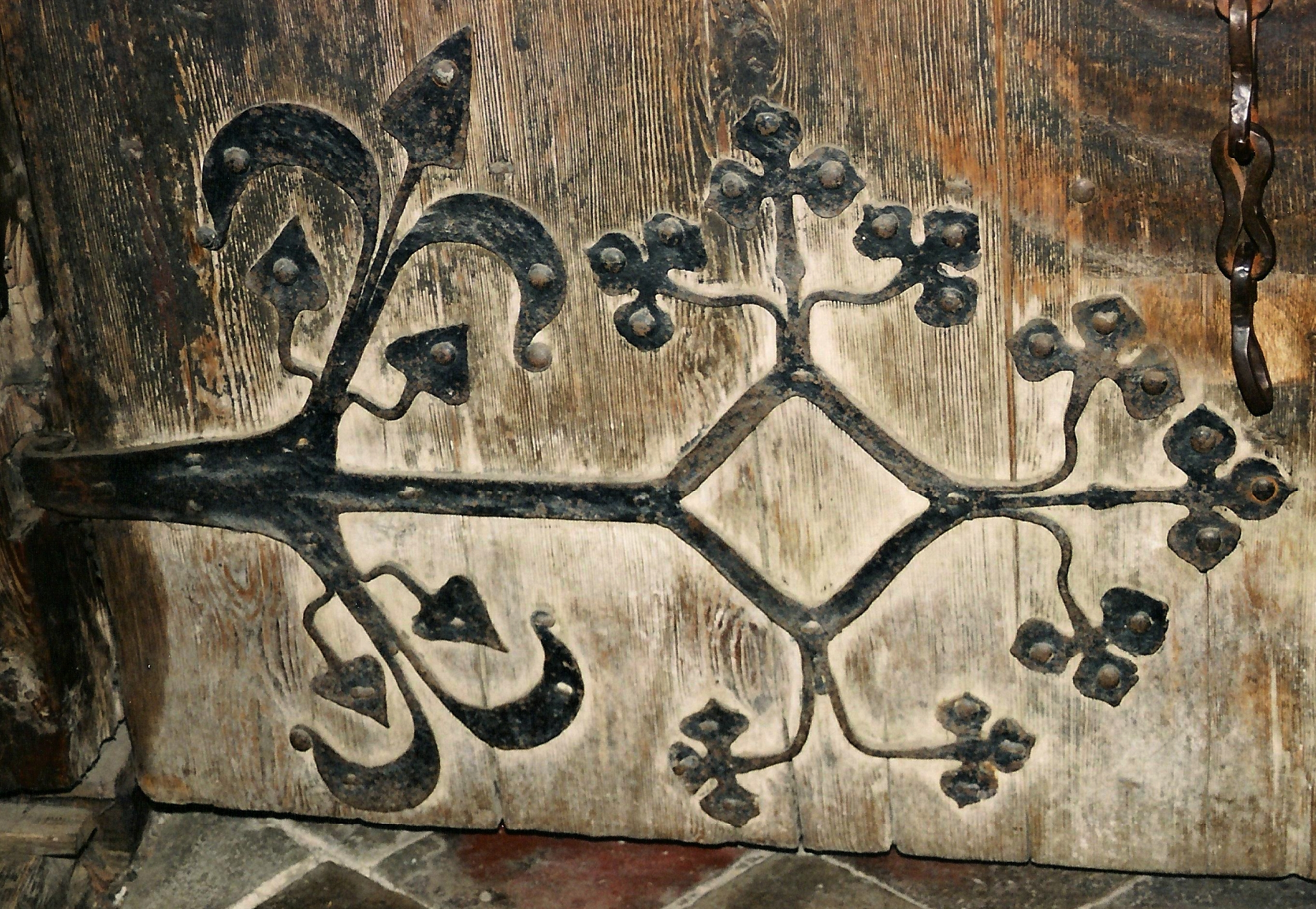
Ozdobny kuty zawias

## Architektura i wyposażenie
Kościół jest orientowany, konstrukcji zrębowej z drewna jodłowego, jednonawowy, z dobudowaną wieżą od zachodu. Do kwadratowej niemal nawy przylega węższe, prostokątne prezbiterium zamknięte trójbocznie od wschodu z dostawioną od północy zakrystią. Od północy do nawy dobudowana znacznych rozmiarów kaplica Aniołów Stróżów, a od południa kruchta. Wieża konstrukcji słupowo-ramowej, o ścianach silnie zwężających się ku górze, z nadwieszoną izbicą, zwieńczona hełmem ostrosłupowym. Pod wieżą mieści się obszerny przedsionek. To najstarsza znana drewniana wieża przykościelna. Nawa i prezbiterium przykryte dachem jednokalenicowym o konstrukcji więźbowo-zaskrzynieniowej z sygnaturkową wieżyczką.
Wnętrze świątyni nakryte jest stropami płaskimi, w nawie z zaskrzynieniami wsparte drewnianymi filarami z arkadami. Całe wnętrze z najdrobniejszymi detalami architektonicznymi ozdabia wspaniała polichromia: na stropach późnogotycka patronowa z motywami roślinnymi (jej twórca podpisał się inicjałem M K B oraz stylizowanym gmerkiem), na ścianach barokowe cykle przedstawieniowe, w kaplicy o motywach figuralnych i ornamentalnych. W nawie, kaplicy i zakrystii znajdują się nadwieszone nad tymi pomieszczeniami chóry muzyczne. W kościele znajdują się organy z XIX wieku zbudowane najpewniej przez Stanisława Janika z Krosna. 
W skład najstarszego i najcennieszego wyposażenia kościoła pochodzącego także z poprzednich świątyń wchodzą:
- gotycka rzeźba Matki Boskiej z Dzieciątkiem z około 1380 roku oraz cztery płaskorzeźby Świętych Dziewic: Barbary, Doroty, Katarzyny i Małgorzaty z około 1410 roku (pozostałość ołtarza Czterech Świętych Dziewic)[2]
- figura Matki Boskiej z Dzieciątkiem datowaną na lata około 1425-1430 w ołtarzu głównym
- krucyfiks z około 1525 roku
- kamienna chrzcielnica z pierwszej tercji XVI wieku
- ozdobne gotyckie okucia kowalskie drzwi prowadzących z kruchty do nawy

Z XVII wieku pochodzą między innymi:
- duży ołtarz główny z początku XVII wieku, wzorowany na ołtarzu głównym z kościoła parafialnego w Bieczu z rzeźbą św. Michała Archanioła w zwieńczeniu,
- dwa ołtarze boczne w nawie; północny z kultowym obrazem Matki Boskiej Piaskowej,
- Grupa Pasyjna na gotyckiej belce tęczowej,
- bogato rzeźbione ławki,
- konfesjonały pokryte malowidłami,
- tron celebransa,
- ambona.

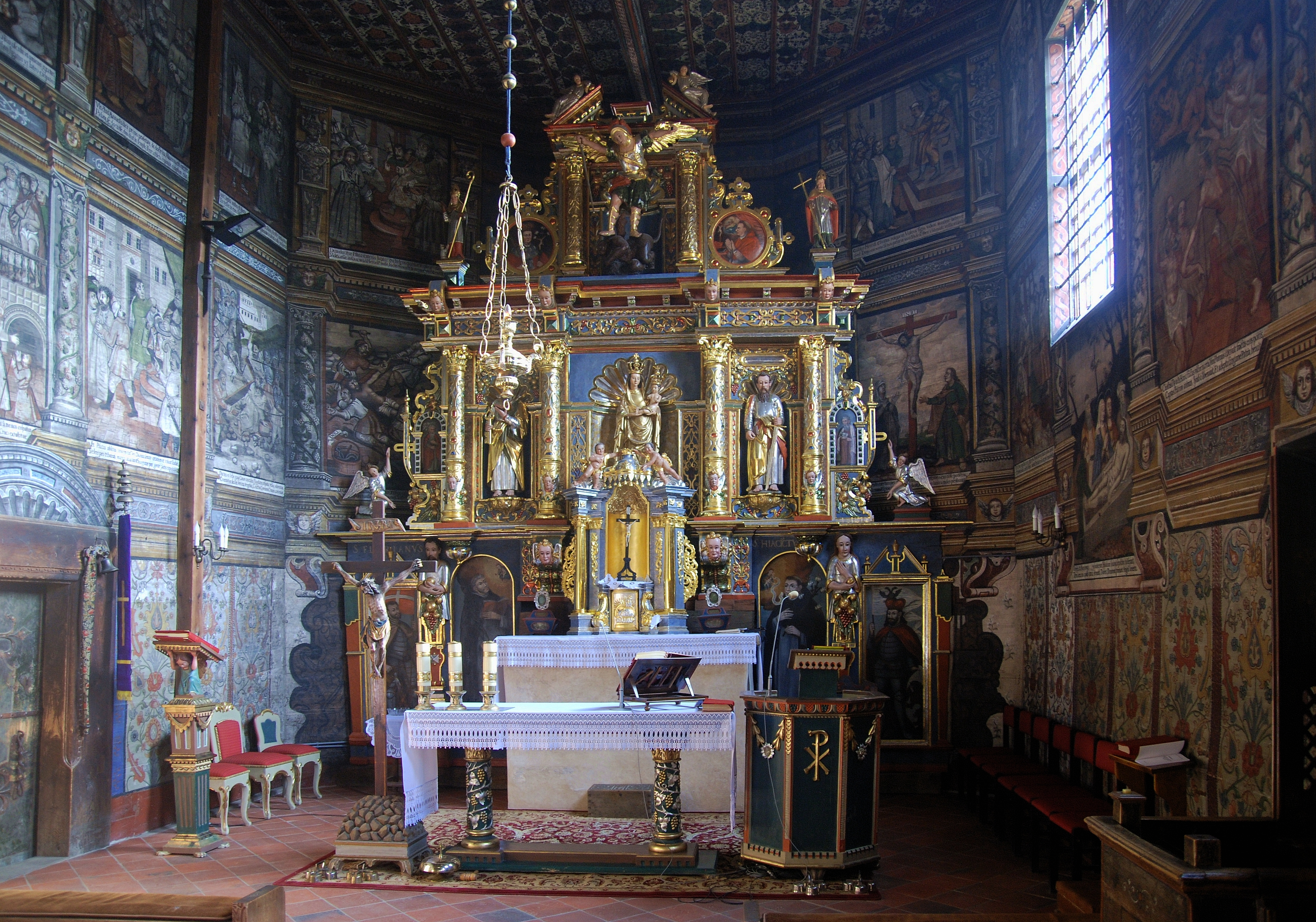
Ołtarz główny
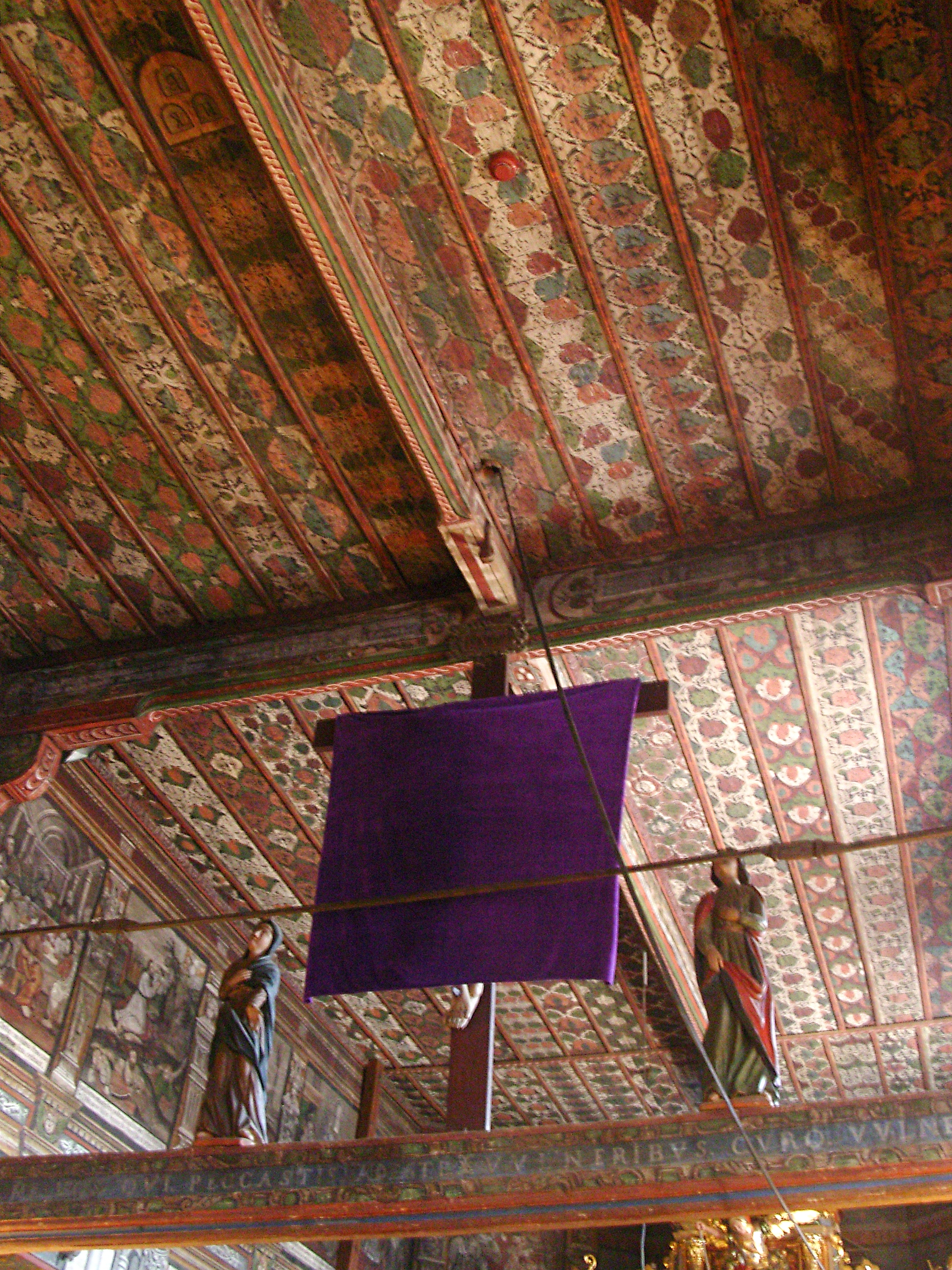
Polichromia stropu
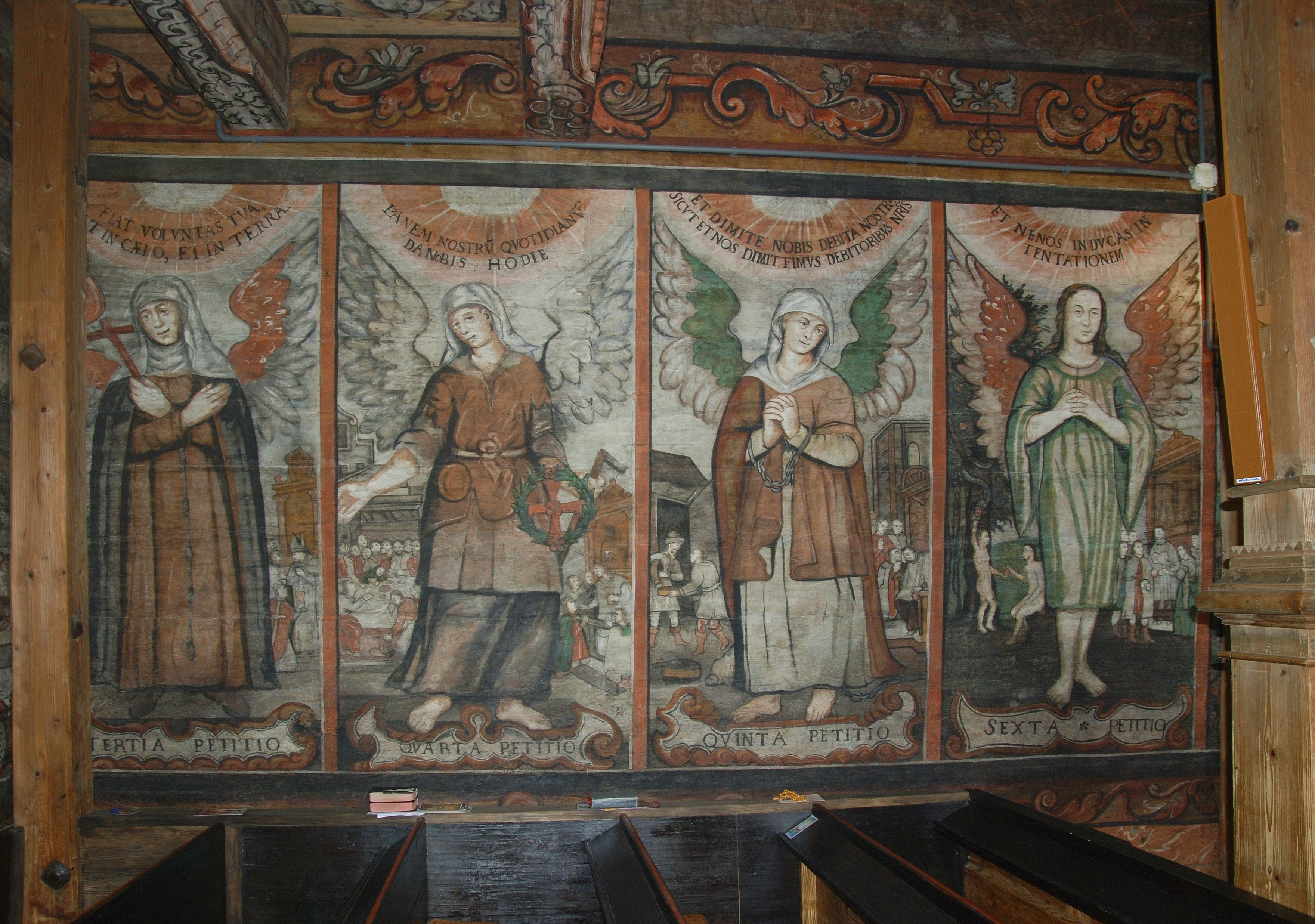
Polichromia ścian
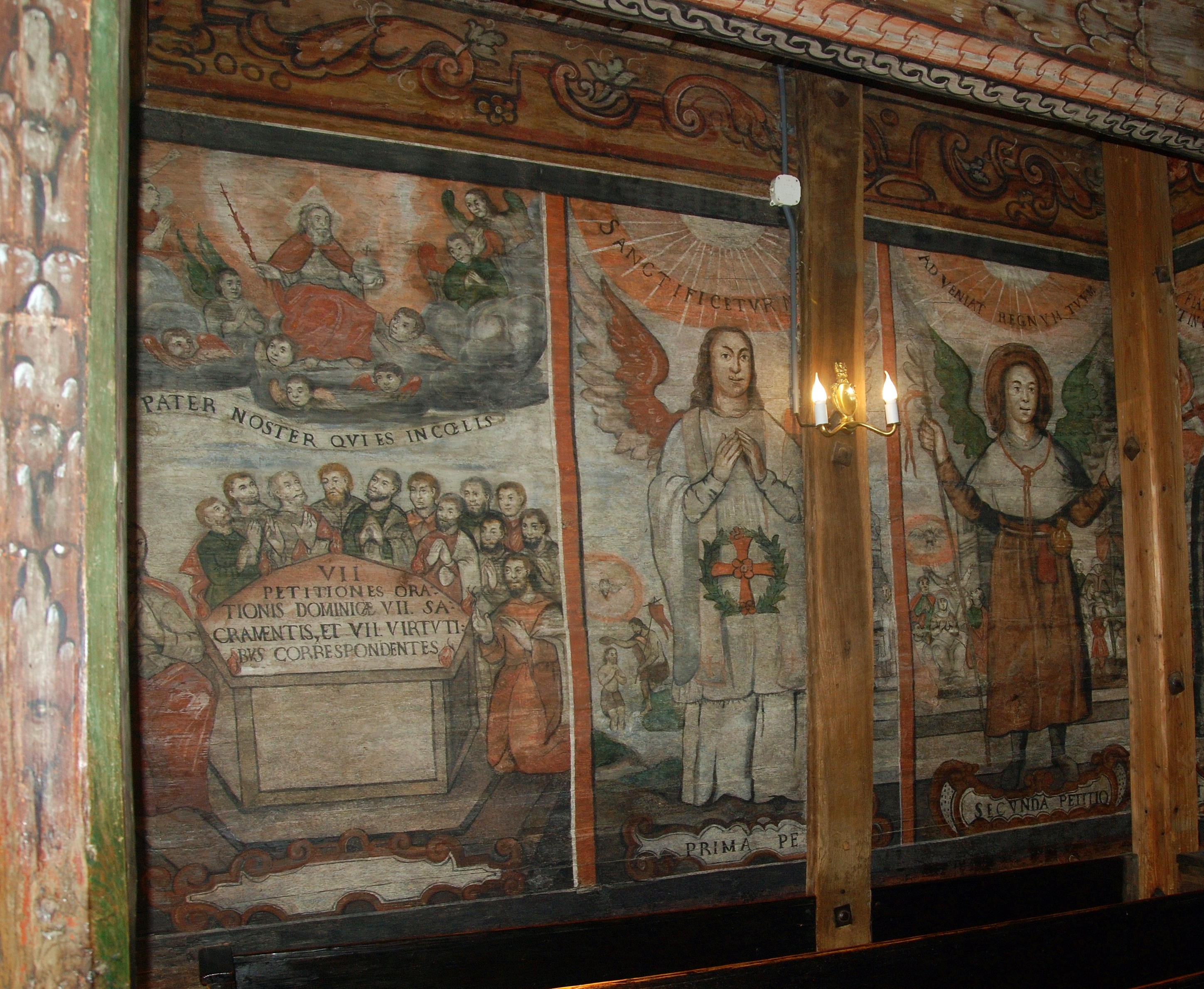
Polichromia ścian
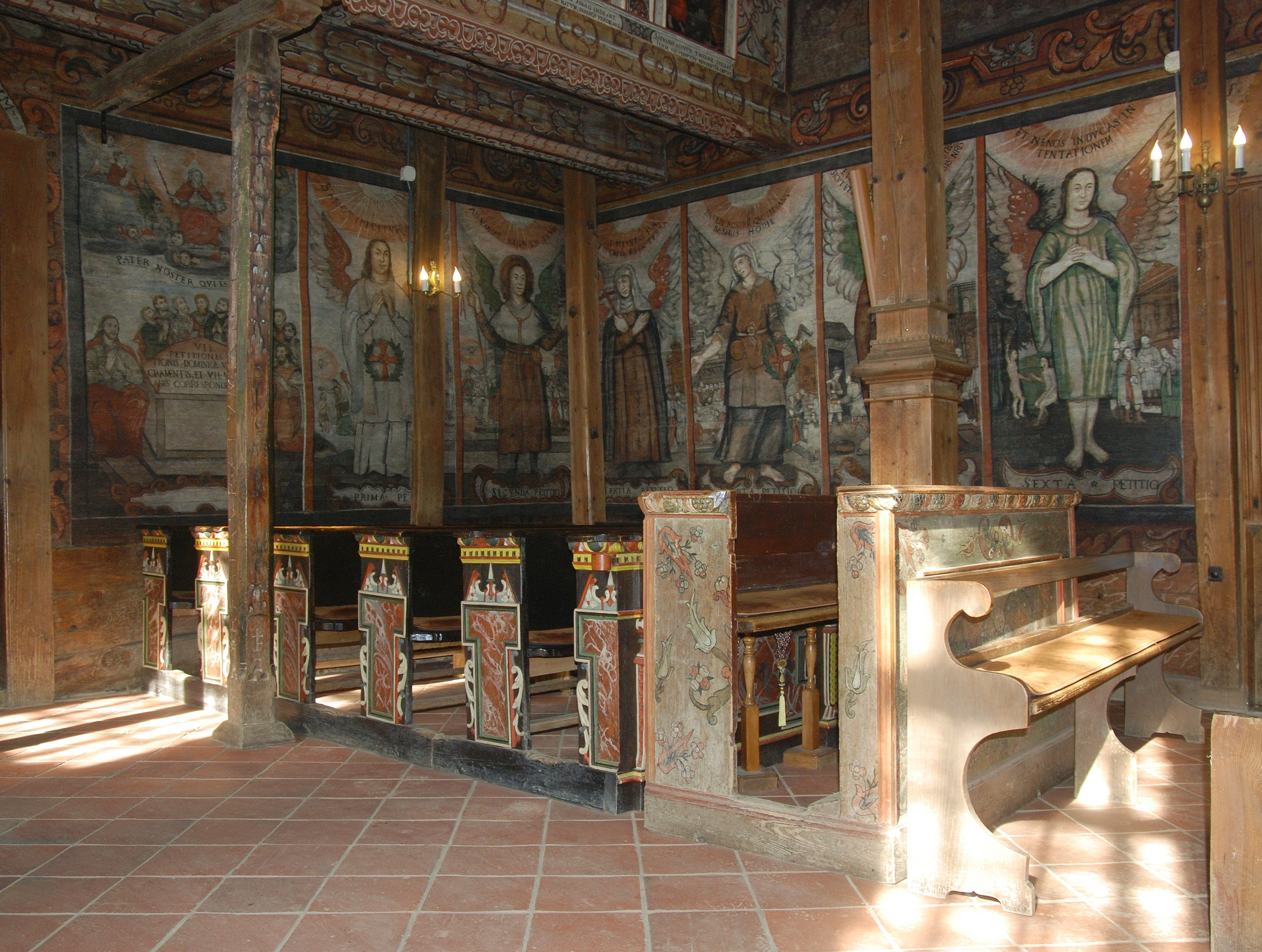
Ławki
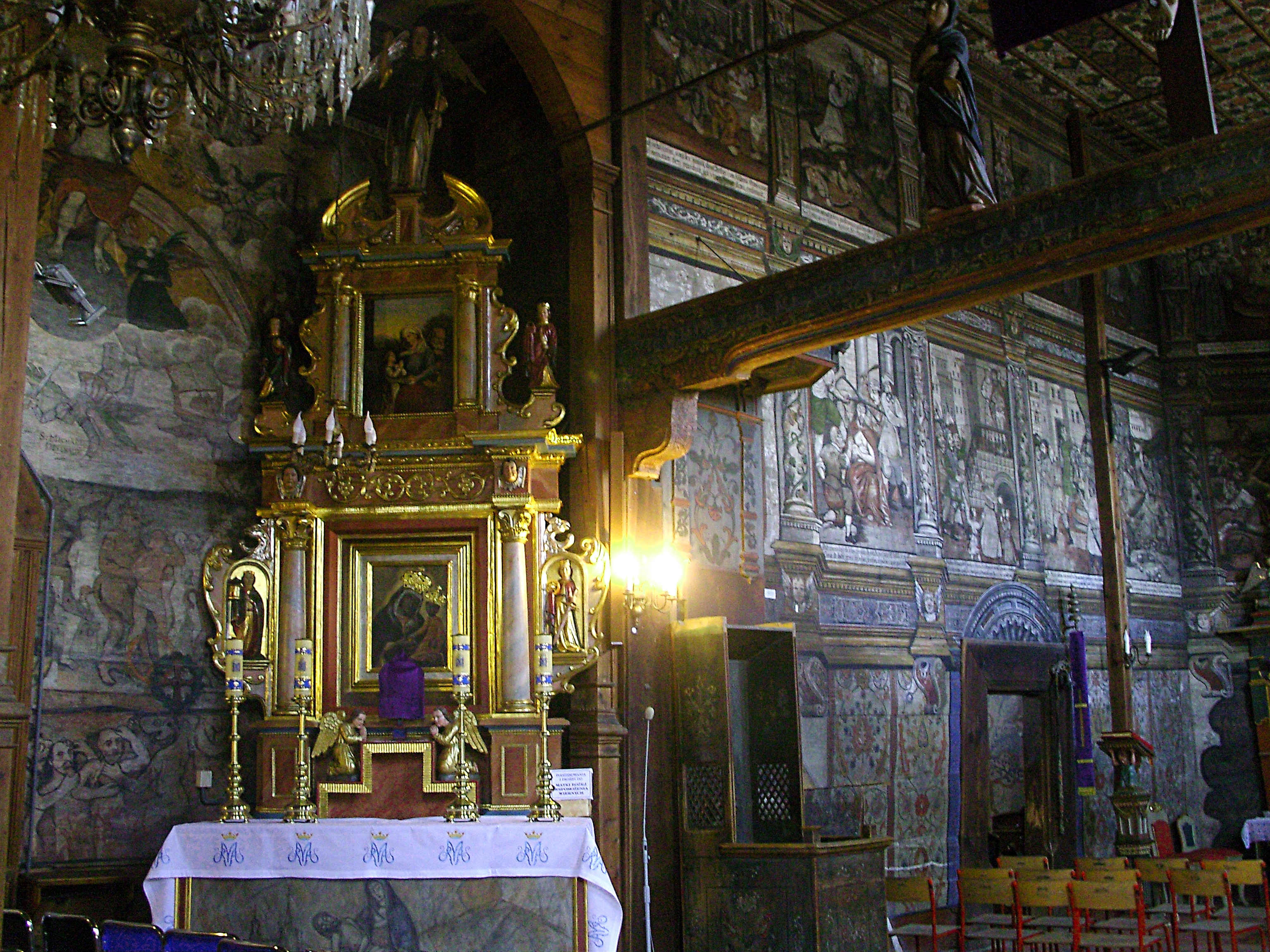
Ołtarz boczny MB Piaskowej

## Otoczenie kościoła
Kościół ogrodzono drewnianym płotem w XIX wieku. W 1898 roku wzniesiono w bezpośrednim jego sąsiedztwie murowaną dwuprzelotową dzwonnicę parawanową o tynkowo-ceglanej fakturze murów. Mieszczą się na niej trzy dzwony: jeden gotycki z XV wieku z minuskułowym napisem i dwa z lat 1960. Ogrodzenie i dzwonnica były remontowane w 1956 i 1997 roku.

## W kulturze
Wyjątkowość kościoła w Binarowej zainspirowała Mirona Białoszewskiego do napisania w 1956 roku utworu poetyckiego poświęconemu świątyni pod tytułem Stara pieśń nad Binarową.
Stanisław Wyspiański będąc w kościele wykonał jego szkic.